# Haralds minne
Haralds minne var ett sanatorium för lungtuberkulossjuka som öppnades 1887 i Göteborg. 
Anstalten stiftades av fru Adolfina Quensel i Göteborg, med anledning av hennes unge son Haralds död i lungtuberkulos och öppnades till minne av honom på Haraldsdagen. Då fru Quensel samma år avled övertogs omvårdnaden om sjukhuset av hennes dotter fru Emilie Dickson, gift med Robert Dickson, som fortsatte att tillföra det högst betydande donationer. Intill 1903 var anstalten belägen vid Slottsskogen i Göteborg, under vilken tid huvudsakligen patienter i långt framskridet stadium av lungtuberkulos mottogs. Då i oktober sistnämnda år sjukhemmet förflyttades till sjön Gärdsken vid Alingsås ändrades bestämmelserna så att endast patienter i första stadiet av tuberkulos intogs. På sanatoriet mottogs obemedlade kvinnor från Göteborgs stad och endast undantagsvis personer från annan ort. 
Omkring 1920 övertogs byggnaden vid Alingsås av Göteborgs stad och kom därefter att användas för annan sjukvård av annat slag. År 1950 inrättade Älvsborgs och Skaraborgs läns landsting ett hem för psykiskt utvecklingsstörda där, en verksamhet som upphörde 1982.